# سانمار
كيمبلاست سانمار المحدودة هي شركة كيميائية مقرها في تشيناي، تاميل نادو. وهي جزء من مجموعة سانمار التي لديها أعمال في الكيماويات والشحن والهندسة والمعادن. يبلغ حجم مبيعاتها أكثر من 65 مليار روبية ووجود في حوالي 25 شركة، مع وحدات تصنيع منتشرة في مواقع عديدة في الهند.  تقع مرافق التصنيع لشركة كيمبلاست سانمار في ماتور وبانريوتي وكيودالور وبونيري في تاميل نادو وشينولي في ولاية ماهاراشترا وكاريكال في إقليم اتحاد بودوتشيري. وهي شركة كبرى لتصنيع راتنجات بي في سي والكيماويات الكلورية وأنظمة الأنابيب. مشروع كيودلور بي في سي الذي تم تكليفه في سبتمبر 2009 هو أكبر مشروع من هذا القبيل يتم طرحه في تاميل نادو. إن قدرتها الإجمالية البالغة 235000 طن تجعلها واحدة من أكبر مشغلات بي في سي في الهند.  فازت شركة كيمبلاست سانمار المحدودة بجائزتين، في الجائزة الوطنية السابعة للتميز في إدارة المياه التي نظمها معهد CII في حيدر أباد في ديسمبر 2010. فازت الشركة الرائدة لمجموعة سانمار بجائزتي «دراسة الحالة المبتكرة» و «وحدة كفاءة المياه الممتازة» عن دراسة الحالة الناجحة لعدم وجود تصريف سائل في ميتور. قامت شركة كيمبلاست سانمار، الرائدة في مجال التخلص من السوائل الصفرية، بتنفيذ هذه العملية بنجاح في جميع مصانعها. لم تقم شركة كيمبلاست بتصريف قطرة واحدة من النفايات السائلة المعالجة منذ سبتمبر 2009 في ميتور بينما لم يكن هناك تصريف في كودالور وكاريكال منذ البداية.